# Husnotiella
Husnotiella là một chi rêu trong họ Pottiaceae.